# Umberto Barozzi
Umberto Barozzi (Ivrea, 13 agosto 1881 – Novara, 13 luglio 1929) è stato un velocista italiano.
Tra i pionieri in Italia, ha partecipato ai Giochi olimpici di Londra 1908.

## Biografia
Dopo aver cominciato a praticare atletica leggera, peso e disco, passa alla velocità, 100 e 200 metri, e proprio in questa prima distanza conquisterà il titolo nazionale nel 1906, ripetendosi nei due anni successivi.
Stabilisce il primo record italiano sui 100 metri piani con 11"1/5. Vince titoli italiani anche sui 400 metri piani e sui 250 metri ad ostacoli.
Partecipa ai Giochi olimpici di Londra 1908, dove viene eliminato in batteria sia nei 100 che nei 200 piani.

## Palmarès
| Anno | Manifestazione  | Sede   | Evento    | Risultato | Prestazione | Note |
| ---- | --------------- | ------ | --------- | --------- | ----------- | ---- |
| 1908 | Giochi olimpici | Londra | 100 metri | batteria  |             |      |
| 1908 | Giochi olimpici | Londra | 200 metri | batteria  | 24"1        |      |

## Campionati nazionali
- ai Campionati italiani assoluti di atletica leggera, 100 metri piani (1906, 1907, 1908)[2]
- ai Campionati italiani assoluti di atletica leggera, 400 metri piani (1907)[2]

1910
- Bronzo ai campionati italiani assoluti, 100 m

1919
- Bronzo ai campionati italiani assoluti, staffetta olimpionica - 4'13"0